# Phyllospongia palmata
Phyllospongia palmata är en svampdjursart som beskrevs av Thiele 1899. Phyllospongia palmata ingår i släktet Phyllospongia och familjen Thorectidae.
Artens utbredningsområde är havet kring Indonesien. Inga underarter finns listade i Catalogue of Life.